# Gardien de la saison de la Ligue canadienne de hockey

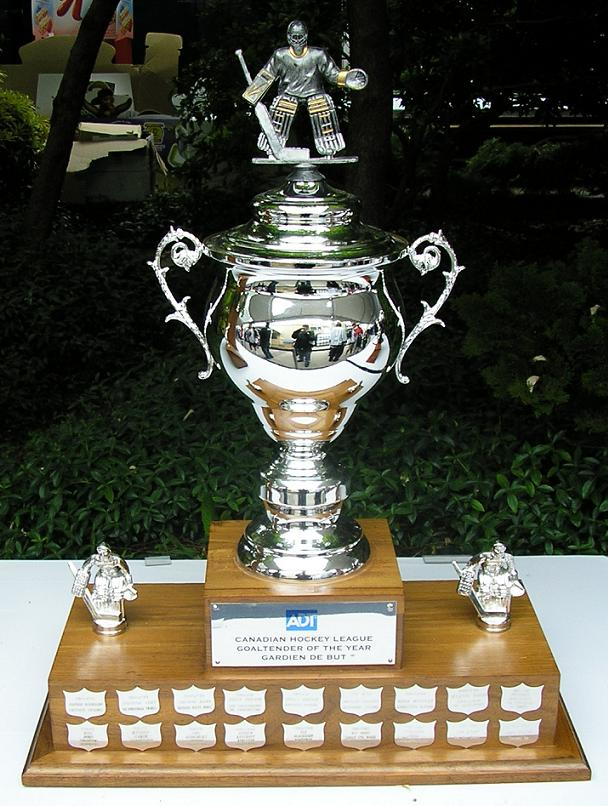
Le trophée remis au Gardien de la saison de la LCH.

Le meilleur gardien de la saison de la Ligue canadienne de hockey reçoit chaque année un prix.

## Vainqueur
| Saison    | Récipiendaire                                               | Équipe                                                      | Ligue                                                       |
| --------- | ----------------------------------------------------------- | ----------------------------------------------------------- | ----------------------------------------------------------- |
| 1987-1988 | Stéphane Beauregard                                         | Lynx de Saint-Jean                                          | LHJMQ                                                       |
| 1988-1989 | Stéphane Fiset                                              | Tigres de Victoriaville                                     | LHJMQ                                                       |
| 1989-1990 | Trevor Kidd                                                 | Wheat Kings de Brandon                                      | LHOu                                                        |
| 1990-1991 | Félix Potvin                                                | Saguenéens de Chicoutimi                                    | LHJMQ                                                       |
| 1991-1992 | Corey Hirsch                                                | Blazers de Kamloops                                         | LHOu                                                        |
| 1992-1993 | Jocelyn Thibault                                            | Faucons de Sherbrooke                                       | LHJMQ                                                       |
| 1993-1994 | Norm Maracle                                                | Blades de Saskatoon                                         | LHOu                                                        |
| 1994-1995 | Martin Biron                                                | Harfangs de Beauport                                        | LHJMQ                                                       |
| 1995-1996 | Frédéric Deschênes                                          | Prédateurs de Granby                                        | LHJMQ                                                       |
| 1996-1997 | Marc Denis                                                  | Saguenéens de Chicoutimi                                    | LHJMQ                                                       |
| 1997-1998 | Mathieu Garon                                               | Tigres de Victoriaville                                     | LHJMQ                                                       |
| 1998-1999 | Cody Rudkowsky                                              | Thunderbirds de Seattle                                     | LHOu                                                        |
| 1999-2000 | Andrew Raycroft                                             | Frontenacs de Kingston                                      | LHO                                                         |
| 2000-2001 | Dan Blackburn                                               | Ice de Kootenay                                             | LHOu                                                        |
| 2001-2002 | Ray Emery                                                   | Greyhounds de Sault Ste. Marie                              | LHO                                                         |
| 2002-2003 | Adam Russo                                                  | Titan d'Acadie-Bathurst                                     | LHJMQ                                                       |
| 2003-2004 | Cam Ward                                                    | Rebels de Red Deer                                          | LHOu                                                        |
| 2004-2005 | Jeff Glass                                                  | Ice de Kootenay                                             | LHOu                                                        |
| 2005-2006 | Justin Pogge                                                | Hitmen de Calgary                                           | LHOu                                                        |
| 2006-2007 | Carey Price                                                 | Americans de Tri-City                                       | LHOu                                                        |
| 2007-2008 | Chet Pickard                                                | Americans de Tri-City                                       | LHOu                                                        |
| 2008-2009 | Mike Murphy                                                 | Bulls de Belleville                                         | LHOu                                                        |
| 2009-2010 | Jake Allen                                                  | Voltigeurs de Drummondville                                 | LHJMQ                                                       |
| 2010-2011 | Darcy Kuemper                                               | Rebels de Red Deer                                          | LHOu                                                        |
| 2011-2012 | Michael Houser                                              | Knights de London                                           | LHO                                                         |
| 2012-2013 | Patrik Bartosak                                             | Rebels de Red Deer                                          | LHOu                                                        |
| 2013-2014 | Jordon Cooke                                                | Rockets de Kelowna                                          | LHOu                                                        |
| 2014-2015 | Philippe Desrosiers                                         | Océanic de Rimouski                                         | LHJMQ                                                       |
| 2015-2016 | Carter Hart                                                 | Silvertips d'Everett                                        | LHOu                                                        |
| 2016-2017 | Michael McNiven                                             | Attack d'Owen Sound                                         | LHO                                                         |
| 2017-2018 | Carter Hart                                                 | Silvertips d'Everett                                        | LHOu                                                        |
| 2018-2019 | Ian Scott                                                   | Raiders de Prince Albert                                    | LHOu                                                        |
| 2019-2020 | Dustin Wolf                                                 | Silvertips d'Everett                                        | LHOu                                                        |
| 2020-2021 | Saison annulée dans la LHO et séries annulées dans la LHOu. | Saison annulée dans la LHO et séries annulées dans la LHOu. | Saison annulée dans la LHO et séries annulées dans la LHOu. |
| 2021-2022 | Dylan Garand                                                | Blazers de Kamloops                                         | LHOu                                                        |
| 2022-2023 | Nathan Darveau                                              | Tigres de Victoriaville                                     | LHJMQ                                                       |
| 2023-2024 | William Rousseau                                            | Huskies de Rouyn-Noranda                                    | LHJMQ                                                       |